# Won't Go Home Without You
"Won't Go Home Without You"(〈원트 고 홈 위드아웃 유〉)는 미국의 팝 록 밴드 마룬 5의 두 번째 정규 음반 It Won't Be Soon Before Long의 세 번째 싱글이다.

## 곡 목록
| #  | 제목                                       | 재생 시간 |
| -- | ------------------------------------------ | --------- |
| 1. | 〈Won't Go Home Without You〉 (Radio Mix)  | 3:45      |
| 2. | 〈Miss You, Love You〉 (Alternate Version) | 3:10      |
| 3. | 〈Happy Xmas (War Is Over)〉               | 3:28      |

| #  | 제목                                       | 재생 시간 |
| -- | ------------------------------------------ | --------- |
| 1. | 〈Won't Go Home Without You〉 (Radio Mix)  | 3:45      |
| 2. | 〈Miss You, Love You〉 (Alternate Version) | 3:10      |
| 3. | 〈Happy Christmas (War Is Over)〉          | 3:28      |
| 4. | 〈Won't Go Home Without You〉 (video)      | 4:13      |

| #  | 제목                                             | 재생 시간 |
| -- | ------------------------------------------------ | --------- |
| 1. | 〈Won't Go Home Without You〉 (Acoustic Version) | 4:06      |

## 뮤직 비디오
2007년 8월 16일, 마룬 5는 공식 홈페이지에 뮤직 비디오 만드는 것을 도울 수 있게 팬들이 직접 만든 영상을 보내달라고 공지사항을 올린다. 그 뒤 다른 비디오가 유럽과 호주에 공개되었다..  공식 뮤직 비디오는 2007년 12월 1일 VH1 Top 20 Countdown과 공식 홈페이지에서 공개가 되었다.
이 곡의 뮤직 비디오는 애덤 리바인과 여자 역을 맡은 Tania Raymonde의 기억을 회상하면서 시작된다.) 둘은 말다툼을 하다가 결국 애덤이 떠난다. 그 후 장면이 바뀌는데, 그 장면에서 애덤은 의자에 앉아서 생각을 하고, 나머지 마룬 5 멤버들은 그의 곁에서 연주를 한다. 생각 끝에 그는 그녀 없이는 집에 갈 수 없다는 생각('will not go home without you')에 그녀를 찾으러 나간다. 몇 시간 동안 그는 도시를 돌아다니다가 마침내 레스토랑에서 그녀를 보았지만, 안타깝게도 그녀는 이미 다른 남자와 함께 있었다. Sophie Muller에 의해서 제작되었다.
이 뮤직 비디오에서 제시 카마이클은 피아노와 기타를 둘 다 연주한다.

## 수상 실적
이 곡은 제 51회 그래미 어워드 Best Pop Performance from a Duo or Group with Vocals 부문에 노미네이트되었다.

## 수록곡
호주 아이튠즈
1. "Won't Go Home Without You" (라디오 믹스) 3:45
2. "Miss You Love You" (얼터네이트 버전) 3:10
3. "Happy Christmas (War Is Over)" 3:28

독일 CD 싱글 [enhanced CD] 0602517533158
1. "Won't Go Home Without You" (라디오 믹스) 3:45
2. "Miss You Love You" (얼터네이트 버전) 3:10
3. "Happy Christmas (War Is Over)" 3:28
4. "Won't Go Home Without You" (비디오) 4:13

이탈리아 아이튠즈 - 싱글
1. "Won't Go Home Without You" (어쿠스틱 버전) 4:06

## 차트 성적 및 인증
| 차트 (2007년-2008년)            | 순위 |
| ------------------------------- | ---- |
| 오스트레일리아 (ARIA)           | 7    |
| 오스트리아                      | 16   |
| 벨기에                          | 10   |
| 캐나다 (캐너디언 핫 100)        | 16   |
| 독일                            | 11   |
| 아일랜드 (IRMA)                 | 28   |
| 이탈리아                        | 15   |
| 네덜란드 (Dutch Top 40)         | 28   |
| 뉴질랜드 (RIANZ)                | 20   |
| 스위스                          | 65   |
| 영국 (오피셜 차트 컴퍼니)       | 44   |
| 미국 빌보드 핫 100              | 48   |
| 미국 팝송 (빌보드 차트)         | 25   |
| 미국 어덜트 팝송 (빌보드)       | 3    |
| 미국 어덜트 컨템포러리 (빌보드) | 14   |

### 연말 차트
| 차트 (2008년)  | 순위 |
| -------------- | ---- |
| 독일 싱글 차트 | 66   |

### 인증
| 국가                  | 인증 | 판매량/출하량 |
| --------------------- | ---- | ------------- |
| 오스트레일리아 (ARIA) | 골드 | 35,000        |